# Италиански фолклор
Италианският фолклор засяга множество форми на народната култура, включително видовете традиции, често предавани устно и касаещи знания, привички и обичаи, народни вярвания; митове, приказки, легенди и други разкази, свързани с измерението на фантастичното; детски песнички, броилки и поговорки; музика, песни и танци: всички се отнасят до конкретна географска област, до специфично население, до народните класи от селяни и планински обитатели, до повече от едно или до всички от тези определения. На територията на Италия различни народи са се сменяли един след друг във времето, всеки от които е оставял свои собствени следи в народното въображение.
Сред типичните традиции на популярната култура и фолклор на Италия са саграта, палиото, карнавалът, Ферагосто и Бефана. Историите са многобройни и често идват от християнизацията, дори тези за демони, които понякога се признават от християнската демонология. Терминът „фолклор“ може да се разбира и като наука или доктрина, която изучава традициите чрез изследвания и работи по темата.

## Творби върху италианския фолклор

### Първи изследвания
Документацията, която повече от всяка друга дава началото на изучаването на народните традиции и следователно на фолклора, разбиран като наука, е наполеоновото изследване от 1809 – 1811 г., проведено в Кралство Италия върху диалектите и обичаите на местното население. Изследването е проведено главно за идентифициране и изкореняване на предразсъдъците и суеверията, които все още съществуват в италианската провинция. Документите от изследването и свързаните с тях приложени илюстрации се съхраняват в Замъка на Сфорците в Милано.
Последващо следнаполеоново изследване, курирано от дон Франческо Лунели (1835 - 1856), засяга територията на Трентино и департамент Алто Адидже (с особено внимание към поговорките касаещи жените на Трентино), които са изключени от наполеоновото изследване, защото по онова време те са територии, все още неприсъединени към Кралство Италия.

### Микеле Плакучи
Първата важна работа, която изпреварва метода на италианската научна демология с почти петдесет години с точна класификация на материала, е трактатът за регион Романя от Микеле Плакучи от Форли. Той използва различни документи, особено тези, събрани по време на наполеоновото изследване (като това, което е изготвено от Базилио Амати, регистратор на преброяването в Меркато Сарачено). Към тях той добавя и други материали (например от Pratica agraria на абат Батара) и публикува във Форли през 1818 г. творбата „Нрави и предразсъдъци на селяните от Романя“ (Usi e pregiudizj de' contadini della Romagna). У Плакучи например се казва, че селяните от Романя са яли бакла на Задушница (2 ноември), тъй като се е смятало, че това растение има силата да засилва паметта, така че никой да не забрави за своите починали. Друга архаична традиция, описана от Плакучи, е тази за приготвянето на постен пълнеж за капелети. Неговата творба е последвана от множество публикации, посветени на други италиански региони.

### Джузепе Питрè
Интелектуалецът, който дава началото на систематичното изследване на научна основа на италианския фолклор, е лекарят от Палермо Джузепе Питрè (1841 – 1916), който след публикуването на „Библиотека на сицилианските народни традиции“ (Biblioteca delle tradizioni popolari siciliane) създава ненадмината редакционна работа (заради изобилието от информация), „Библиография на италианските народни традиции“ (Bibliografia delle tradizioni popolari italiane) през 1894 г. и „Архивно списание за изследване на народните традиции“ (Rivista Archivio per lo studio delle tradizioni popolari), публикувано непрекъснато от 1880 до 1906 г. Питрè е първият, който получава университетска катедра за изучаване на народните традиции през 1911 г. в Палермо под името „демопсихология“, след това възобновена от Джузепе Кокиара едва през 30-те години на 20 век с името „народно творчество“.

### Фашистки период
Този тип изследване, съчетано с преоткриването и валоризацията на Средновековието – един от резултатите от Романтичния национализъм, кулминира във фашизма с фолклорната пропаганда. Тя е насочена към засилването на романтичния и медиевалистичен мит за народа, свързан със собствените земя и традиция. Цели да създаде народ на национално ниво, като се опитва да обедини местните традиции чрез действието на Националната асоциация, отговорна за дейностите на служещите след работно време. В този случай по-правилно би било да се говори за „Фолклоризъм“.
В този културен климат, подготвен от различни личности, като Джозуе Кардучи, Габриеле Д'Анунцио, Сем Бенели, Адолфо Копедè, са подновени събития като Палиото на Сиена, Сарацинския турнир, Историческият флорентински футбол и много други, докато някои други, като Календимаджо на Асизи, са претворени в нова форма.

### Републиканска епоха
След Втората световна война голям отзвук има публикуването на „Фолклорни записки“ (Note sul folclore), съдържащи се в „Затворническите тетрадки“ на Антонио Грамши. По-специално Ернесто де Мартино прави най-известните италиански фолклорни изследвания – „Смърт и ритуален плач“ (Morte e pianto rituale), „Юг и магия“ (Sud e magia), „Земята на разкаянието“ (La terra del rimorso), избирайки като обект социалните класи, считани за такива извън историята – селяните от Южна Италия, с обявената цел за използване на народните традиции, определени като „прогресивен фолклор“, като основополагащ елемент на бъдещото класово съзнание.
Това течение на изследванията остава доминиращо в Италия до 1980 г. (с Алберто Марио Чирезе, който от 1960 г. налага термина „демология“ като име за италианските фолклорни изследвания), поставяйки под въпрос обекта на изследване, критикувайки овеществяването на традициите и поставяйки акцент върху процесите на социално изграждане и на употребата, която субектите правят от тях.
Също така забележителни са проучванията и изследванията върху историята на фолклора и народните традиции, извършени от Джузепе Кочара от 30-те до 60-те години на 20 век и от Кармелина Назели.
Фолклорната европиада (Europeade) се провежда всяка година в различен европейски град. Последните италиански градове, които са домакини на това събитие, са през 2003 и 2024 г. Нуоро – град, известен в цяла Италия с привързаността си към традициите и поддържането им, през 2012 г. Падуа и през 2010 г. Болцано, което включва групи от различни езици и култури. Непрекъснато от 1970 г., в периода преди Ферагосто, в Алатри се провежда Международният фолклорен фестивал, докато за периода в края на лятото впоследствие се създава международно фолклорно събитие и за деца.

### Приказки
В Италия винаги е имало голяма традиция на литературния жанр на приказката, където първите европейски сборници са написани от Джовани Франческо Страпарола и Джамбатиста Базиле. Базиле е първият, който използва самата приказка като форма на народен израз и създава най-старите версии на някои от най-известните истории на всички времена, някои от които на свой ред са адаптирани в някои от най-известните анимационни филми на Дисни на всички времена, както и в сагата за анимационния филм Шрек на Дриймуъркс Анимейшън, които пародират този жанр.

## Фигури и легенди от италианския фолклор
Това е списъкът с фолклорни фигури, които са оживявали народните разкази чак от Древен Рим.

### Традиционни фигури
- Бефана е старица, която носи чувал, пълен с всякакви лакомства и подаръци за добрите деца, и с въгленче за непослушните през годината деца. За да получат нейните подаръци, те трябва да ѝ пишат и да закачат чорапче на прозореца или под камината. Тя носи овехтели дрехи и пътува на метла. Бефана е много разпространена и е известна в цяла Италия. Идва в нощта на 5 срещу 6 януари, т.е. в нощта на Богоявление.[7][8] Тя е може би най-известната фолклорна фигура в Италия. В някои малки общини фигурата ѝ се редува с други свръхестествени същества, които носят подаръци или въгленче.
- В сардинската традицията момоти или моботи са въображаеми фигури, използвани за плашенето на децата. Понякога те се свързват с Черния човек или лошото чудовище и тяхната работа е да вземат непослушните деца.[9]

- Бенанданти са децата, родени в околоплоден сак, считани поради това за благословени. Според Карло Гинзбург те са били свързани с езическо-шамански селски култ, основан на плодородието на земята, разпространен във Фриули около 16-17 век. Според легендата пълнолетният бенандант, в нощите на четирите времена[N 1], излиза от тялото си по време на сън като дух и под формата на малко животно или на облак дим духът се събира със своите другари на определени места, за да защитава селата и реколтата от злата намеса на вещиците. В ежедневният живот той помага на лечителите да лекуват урочасване и омагьосвания. Освен това той вижда мъртвите в  тяхната процесия и разговаря с тях.[10]
- Бомбазин е чудовищен персонаж от традицията на Полезине и Венецианската лагуна. Традиционно свързан с обичаите на Brusavecia и карнавала, той има вид на разярен бик и представлява най-свирепата и дива страна на човешката природа. Понякога е придружаван на паради от селяни, които го държат под контрол с верига, докато плаши възрастни и деца по пътя си. Името му произлиза от bambagia – дума, която на свой ред произлиза от гръцката дума за памук – материал, използван за направата на голямото черно наметало, обвиващо персонажа. По-нови истории го свързват с митичния герой крал Адриан (традиционен за Андрия) и гномите на Полезине.[11]
- Вещерът е герой от народната традиция на Гарфаняна, равнината на Лука и Версилия. За разлика от класическите вещици и магьосници, посветени на различни форми на магьосничество и насочени изключително към причиняване на вреда на хората, вещерът изглежда има по-двусмислено отношение, тъй като обикновено не се интересува от другите човешки същества, а предпочита да се събира на групи, за да извършва не добре идентифицирани церемонии.
- Орколат е чудовищно същество, което народната традиция сочи като причина за земетресенията във Фриули. Той е повтаряща се фигура, особено в народните приказки. Живее в планините Карния и всяко негово внезапно разклащане предизвика земетресение.
- Маскингана, буквално „майстор на измамата“, е легендарен герой от сардинския фолклор, който обича да си играе със спящите, карайки ги да се събуждат ужасени.

- Петенеда е митично същество от сардинската традицията и живее в кладенци. Вероятно легендата е измислена от майките, за да плашат децата и да ги пазят от кладенците.
- Джуфà е литературен герой от сицилианската и юдейско-испанската народна устна традиция. Той е лишен от злоба и хитрост, лековерен, лесна плячка за негодници и измамници от всякакъв вид.Крадени са му гърне, прасе, печена кокошка и магаре.
- Марангино е въображаем герой от луканския фолклор. Неговият мит споделя общи черти с този за Монакикио и е особено разпространен в провинция Матера. Има смешен външен вид: особено нисък на ръст, с мустаци, голям корем и голяма глава.
- Sa Mama 'e su Sole (Майката на слънцето) е фантастично създание от сардинската традиция, използвано за плашене на деца, които не искат да спят през летните следобеди, когато слънцето е твърде силно. Според легендата това е красива жена, която се появява през лятото, следобяд до около 16:00 часа (най-горещите часове на деня). Ако тя срещне дете на улицата, което играе, не слуша родителите си, тя го преследва, докато не го стигне, докосва челото му, оставяйки белег върху него и детето веднага е нападнато от треска, който продължава няколко дни.
- Черният човек, често идентифициран с фигурата на Бабау в Италия, е легендарно създание, аморфно, зло и тъмно същество, присъстващо в традициите на различни страни. Традиционно се използва, за да плаши децата („Ако не престанеш, ще викна Бабау!“).
- Огърът е приказен персонаж, вероятно произлизащ от Огъра от римската митология – зло въображаемо хуманоидно чудовище с огромни размери и сприхав темперамент, поглъщащо човешка плът, особено деца.
- Дядо Коледа (Бабо Натале), произлизащ от Свети Николай от Бари (известен също като Сан Николо), е герой в международния фолклор.

### Вещици
- Кога или Бруша в сардинските традиции е вещица с вид на стара жена, имаща способността да приема всякаква форма и размер, както животни, така и растения или дори хора; затова е опасна. През нощта на групи когас се вмъкват в къщи с новородени (предимно мъжки), за да ги убиват. За да избегнат този случай, родителите поставят пръчка от тръстика и благословена броеница върху люлката на бебето. Когато тези тъмни създания пристигат близо до люлката, те започват да броят зърната на броеницата, но така и не успяват да ги преброят всичките преди зазоряване, когато трябва да избягат, за да не бъдат ударени от слънчевата светлина.Янаре около Ореха на Беневенто
- Янаре, в народните вярвания на Беневенто и на Ирпиния, особено в селските, са един от многото видове вещици, които населяват преданията, принадлежащи преди всичко към традицията на селски свят.[12] Името може да произлиза от Dianara, т.е. „жрица на Диана“ – римската богиня на Луната, или от латинското ianua, „врата“: именно пред вратата трябва ли да се постави метла или торба със зърна сол; вещицата, принудена да брои нишките на метлата или зърната сол, ще се забави, докато слънцето изгрее, чиято светлина изглежда е нейният смъртен враг.
- Маяре са вещиците от народната култура на Сицилия.
- Пантàзема е древна женска фигура, свързана със земеделските ритуали на езическата култура на Централна Италия, особено присъстваща в териториите на Марке, Лацио и на Абруцо. Тази древна фигура, символ на плодородието, често е свързана с ритуали на прехода/инициацията.
- Вещиците от Валкамоника са серия преследвания срещу жени, обвинени във вещерство между 16 и 17 век в известната ломбардска равнина Вал Камоника. Това е една от най-големите и интензивни серии от съдебни процеси срещу вещици в Италия.
- Борда е легендарно създание, което принадлежи към традицията на Емилия-Романя и други области на Паданската низина, известно с това, че живее в блатисти райони, където може да убие всички минувачи, особено деца. Това е вид вещица, която се появява, със завързани очи, ужасна, както в тъмните часове, така и в мъгливите дни, която убива всеки, който има нещастието да я срещне. Тоя е олицетворението на страха, свързан с блатистите местности, езерата, каналите, призовавана от възрастните, за да плаши децата и да ги държи далеч от тези места.
- Маска е важна фигура в пиемонтския фолклор и народните вярвания. Като цяло те са на пръв поглед нормални жени, но са надарени със свръхестествени способности, предавани от майка на дъщеря или от баба на внучка, или чрез доброволно завещание на млада жена. Според традицията силите им включват безсмъртие, но не и вечна младост или здраве: следователно те са уязвими и подложени на болести и стареене. Когато решат, че им е писнало от този живот, за да умрат, те трябва да предадат силите си на друго живо същество, което често е млад член на семейството, но понякога може да бъде животно или зеленчук. Те имат силата на двойната локализация и трансформация в животни, растения или предмети. Могат да накарат душата да напусне тялото и да полети нематериално в пространството, докато не могат да го направят физически; тъй като по време на магическия полет тялото остава без надзор и неодушевено, дейността на маските е почти изключително нощна. Рядко зли по природа, но винаги капризни, злобни и отмъстителни; те също могат да бъдат полезни, като лекуват болести или наранявания както на хора, така и на животни, или да спасяват животи в опасност.
- Бàзура е вещица от лигурийския фолклор, чиято традиция е широко разпространена особено по Ривиерата на Поненте, зла според фолклора. Според легендата тя е вещицата, която живее в пещерите на Тойрано (наричани още Пещерите на вещиците); легендата се развива, когато след откриването на пещерите всички лабиринти са затворени и вятърът издава странни звуци. Според легендата Базура не иска никой да влиза в пещерите ѝ.

- Джубиана е стара вещица, слаба, с много дълги крака и червени чорапи. Живее в гората и благодарение на дългите си крака никога не стъпва на земята, а се движи от дърво на дърво. Така тя наблюдава всички, които влизат в гората и ги плаши, особено децата. Последният четвъртък на януари ходи да търси деца за ядене. Според легендата майка, за да защити детето си, решава да ѝ устрои капан. Приготвя голяма тенджера, пълна с жълто (шафраново) ризото с луганега (наденица), и я поставя на перваза на прозореца. Джубиана усеща добрата миризма и изскача от гората към тенджерата и започва да яде. Гладната Джубиана не усеща как времето минава. Тя не забеляза, че слънцето, което убива вещици, ще изгрее. Когато изяжда цялото ризото, първият слънчев лъч вече се е появил: Джубиана е превърната на прах от слънчевата светлина и от този ден всички деца са в безопасност. Джобиана или Festa della Giöbia е също много популярен традиционен фестивал в Северна Италия, особено в Пиемонт и Ломбардия (Брианца, Алто Миланезе, провинциите Варезе и Комо. В последния четвъртък на януари на площадите се палят големи огньове и се изгаря Джубиана – голяма сламена кукла, облечена в парцали. Огънят приема различни стойности в зависимост от местоположението, в което се намира, като винаги поддържа тясна връзка с популярните традиции на мястото.
- Мачара е човек, на когото се приписват магически сили в народната култура на Южна Италия.[13]

### Феи
- Янас са една от най-известните традиционни митологични фигури на Сардиния. Обикновено разбирани като феи, с нисък ръст, с деликатни черти и способни да летят, в някои райони на острова те вместо това са били разглеждани като жени с нормален ръст и с магически сили. Те са живеели в domus de janas, които според някои археологически проучвания са били преднурагическите погребения, вкопани в скалата. Според някои легенди обаче те са живели на върха или вътре в нурагите. Те са срамежливи същества, с добронамерен характер, които дават помощ свободно на всеки, който я поиска, с особено внимание към децата и чистите сърца, но ако бъдат наранени, се превръщат в изключително отмъстителни и жестоки същества. Те прекарват дните си в тъкане на станове с магически артефакти, съставени от скъпоценни златни нишки, които понякога можели да дават на нуждаещите се като амулет за защита или късмет.
- Ангуана, Агана или Лонгана е водна нимфа, принадлежаща към алпийската митология, също широко разпространена в Умбрия и за която се говори и в района на водопада Марморе, където живее и/или се освежава ежедневно. За тази фея се говори и в Абруцо, Тоскана (в района на Тоскано-Емилианските Апенини), във Венето и Емилия-Романя. Като водна нимфа живее само в прясна вода, като езера, реки, водопади или потоци.

### Духчета
- Bella 'mbriana според народното неаполитанско вярване, е благотворният дух на дома. Дължи името си на слънчевия часовник, символ на слънцето и домашната топлина, и съжителства с муначело – странен дух, понякога позитивен, друг път палав. Приятна на вид, 'мбриана управлява, контролира и съветва жителите на дома. През вековете и все още днес той е антагонистът на муначело. Призовава се във всички трудни ситуации, които компрометират семейното спокойствие. По принцип това е добър дух, но ако го обидиш, той може дори да причини смъртта на някой от членовете на семейството. В миналото за нея се е давало допълнително място на масата.

- Буфардело – духче, присъстващо в традицията на Вал ди Серкио, Карфаняна, Версилия (провинция Лука) и Луниджана (провинции Маса и Карара и Специя) и във Вале дел Фриджидо (Маса). В района, който е най-близо до град Лука, е известно във Вал Педоня (община Пескаля), в долината на Камайоре, в северната част на община Масароза и в някои села на платото Пицорне (например подселище Корсаня на Борго а Моцано). Обикновено се описва като малко антропоморфно същество (около половин метър, подобно на гном или джудже) и в червени дрехи (понякога цялата дреха, друг път само шапка) и с остри обувки. В някои случаи е описвано като дете или без брада, а в други – като старец с брада. Ръцете му са прободени от Свети Йоан, за да не души повече хората през нощта. Понякога го вижда да седи на купчина сено или на дърво. В много случаи обаче се описва като малко същество, грозно и черно, но с неясни животински характеристики, най-общо диво животно. Често се сравнява с известно животно: лисица, котка, куче, язовец, куница, голяма нощна птица, т.е. с „лоша птица“, а понякога пък е напълно фантастично създание: рогата нощна птица, птица с глава на мишка и др.
- Ньефро – в народната култура на Умбрия и по-специално на Валнерина и в района на Терни и Риети е легендарно създание, което обикновено живее в повече или по-малко многобройни групи близо до водопада Марморе, на езерото Пиедилуко и по поречието на река Нера между самия водопад и края на Валнерина. Според народната традиция, датираща от Средновековието, е подобно на вид елф или гном с нисък ръст, предимно по-малък от един метър, но особено свързано с елемента вода, без който би могло не на живо.Според някои истории той се появява на пътниците изключително през нощта, понякога с външния вид на сладко дете, а друг път с чертите на вид малък гном с груба и набръчкана кожа.
- Мудиту е дух от народната култура на Сицилия
- Мацамурело е фантастично създание от фолклорно-приказната традиция на Марке и Абруцо. По-специално принадлежи към селските традиции на настоящите територии на провинциите Киети, Фермо, Мачерата и Асколи Пичено .
- Лауру, laurel или laurieddu е злонамерено създание от фолклорното въображение на Саленто, долината Итрия и Мурджа – дух, който  обича да прави пакости и е нахален и пакостлив. В народните култури от него се страхуват, но и го уважават.
- Ленгело, наричан също Ленгеро, Ленгелу или фамилиарно Ленгелето, е елф или духче, присъстващ в народната традиция на Кастели Романи, имайки своите римски корени също в някои древногръцки или египетски вярвания. Със сигурност от римски произход, вече не е добре известен.
- Линкето е дух, присъстващ в народната традиция на провинция Лука, особено в равнината на Лука, но също и в Гарфаняна и хълмовете на Лука.
- Мазапèгул е част от малко семейство нощни духове, съставено от различни племена като мазапедар, мазапегул, мазапигур и калкарел, разпространени из цяла Романя .

- Мацарол е традиционно духче от фолклора на района на Белуно и Примиеро, и на някои области на провинция Тревизо. Като цяло има чертите на здрав старец, облечен в червено, с голяма шапка и черно наметало. Характерът му обикновено е добронамерен, но груб и див, като също така е податлив и отмъстителен към тези, които предадат доверието му. Който стъпи върху оставен от него отпечатък, е принуден чрез заклинание да следва отпечатъците, докато стигне до пещерата му, където пие млякото на малко черно козле и веднага забравя всичко за себе си.
- Монакикио е дух от луканския фолклор. Описанието му и неговите свръхестествени способности варира в различните райони на Базиликата. Според традицията на Грасано той е духът на дете, починало преди да получи кръщение. Красив и добросърдечен, той носи червена шапка. Обикновено се появява на деца, както през деня, така и през нощта, и прекарва много време с тях, шегувайки се и играейки на гоненица: всъщност това е нещото, което го забавлява най-много, тъй като той знае, че ако другарите му отнемат шапката, те ще вземат златните монети от нея. С възрастните той се забавлява да сваля завивките от леглото им, да гъделичка краката на хората, да почива върху тях, докато спят (като кошмар) и да връзва космите на опашките на магаретата и мулетата или гривите на конете и след това да чака да се зазори, когато фермерите стават от леглата, поглеждат изпод коремите на животните и започват да се смеят с глас при вида на напразните опити на фермерите да развържат възлите, направени с косми. С жените обича да шепне сладки думи в ушите на красивите момичета и да облизва бузите на пълничките.Муначело
- Муначело е духче с едновременно с благотворна и пакостлива природа, който според неаполитанската легенда  обикновено се представя като деформирано момче или човек с нисък ръст, облечен в расо и със сребърни катарами на обувките си.

- Laurieddhu или Scazzamurrieddhru е палаво духче от южно-италианския фолклор. Описван е като нещо като дете, или също като грозно космато човече с размерите на дете на около три години, облечено в тютюнев костюм, често босо и с островърха шапка на главата. Въпреки малкия си размер то е много силно и много тежко, и има навика да седи на корема или на гърдите на спящия, съсипвайки съня му. Никога не се появява през деня. За да му се хареса, човек може да му се подарят чифт обувки или да му остави камъчета в чехлите си през нощта. Scazzamurrieddhru се отплаща за тези добрини със златни монети или като посочва на своя благодетел мястото, където е скрито съкровище. Вместо това човек може да го изнуди, като му се открадне шапката. Също така се появява, ако човек се опита да влезе в гробище през нощта, духчето скача на гърдите му, карайки го да се смее неудържимо, което му причинява смърт. Освен че тормози спящите, то върши и други пакости, като чупи стъклата на прозорците, вдига шум с тенджери в кухнята, подиграва се на всеки, който му се натъкне. Той има специално отношение към домашните любимци; понякога тя се грижи за тях и ги храни, понякога ги измъчва (например като плете гривите и опашките на конете, създава толкова устойчиви плитки, че се казва, че единственият ефективен гребен е разпятието). Той е добронамерен към момичетата и ги защитава от потисничеството на техните мащехи и любовници, стигайки дотам, че върши домакинската работа вместо тях. Той също обича децата и им дава лакомства и монети.
- Скуаш е митологично същество от фолклора на Източна Ломбардия. Твърди се, че е малко, космато същество, подобно на елен, подобно на катерица без опашка, но с антропоморфно лице. Функцията му е по средата между тази на зъл дух (подобно на бугимена) и елф. Като първия всъщност той е призован да плаши децата, докато като втория той обича да си прави дори сериозни шеги с всяка категория хора, с известна пристрастност към девойките.
- Тумà е духче с гигантски нос от пулийския фолклор. Легендата за него описва произхода на гъстата растителност от маслинови дървета в платото на Пулия. Родена през средновековния период под арабско господство, тя разказва за приключението на духче с гигантски нос (символ на плодородието), което, след като се отдалечава от дома си в гр. Ладизи в търсене на изгубеното съкровище на арабите, се губи в безводната Пулийска равнина. Увлечен от отчаяние, Тума започва да плаче и благодарение на кърпичката, която винаги носи със себе си, подарена му от феята Дузика (от пулийски диалект: „блудница“), той наводнява долината със сълзите си и от неговите теракотени съдове се раждат маслиновите дървета, сега известни по света.

### Призраци
- Конфинати или Затворените души са митични фигури, широко разпространени в народните традиции на Североизточна Ломбардия, особено в долините на Бергамо, Вал Камоника и Валтелина. Те са душите на недоволни мъртъвци, изпратени в затвор чрез екзорсизъм в странични и негостоприемни долини, така че да не могат да наранят живите.
- Пандафеке е призрачна фигура от фолклора на Абруцо, олицетворение на кошмара. Често има вид на стара вещица, която се материализира в стаята на спящия и му пречи да диша. В някои случаи вместо придобива външния вид на голяма черна котка.
- Адзурина е легендарна героиня на народен разказ от Романя. Родена около 1370 г., Гуендалина е дъщеря на Уголинучо или Угучоне ди Монтебело, феодал на Монтебело ди Ториана. Умира преждевременно на 21 юни 1375 г. в деня на лятното слънцестоене. Говори се, че тя е албинос. Тъй като народното суеверие на времето свързва албинизма със събития от дяволски характер, майка ѝ решава периодично да боядисва косата ѝ в черно. Боята обаче е направена с изключително летливи растителни пигменти, които, благодарение на слабата способност на косата на албиносите да задържат пигменти, придават на косата на детето сини отблясъци като нейните очи: по този начин косата ѝ получава прякора „Адзурина“ („Синичка“). Поради този факт баща ѝ решава да я накара да живее под непрекъснатото наблюдение на двама пазачи, Доменико и Руджеро, и никога да не я пуска да напуска замъка, за да я предпази от слухове и народни предразсъдъци. Говори се, че на 21 юни 1375 г., докато баща ѝ се бие в битка далеч от резиденцията, Адзурина, винаги наблюдавана от двамата пазители, играе в замъка Монтебело ди Ториана с парцалена топка, докато навън бушува буря. Според последвалия разказ на охраната, в даден момент топката пада по стълбата, водеща в подземния ледник, и малкото момиченце влиза в ледника в опит да я извади. Пазачите чуват писъка на детето и се втурват в стаята, влизайки от единствения вход, но не откриват нито следа от топката, нито от малкото момиченце, което никога повече не е открито. Легендата разказва, че призракът ѝ все още обитава замъка и надава глас на всеки пет години, съвпадайки с лятното слънцестоене.
- Легендата за Бианка ди Колалто касае графското семейство Колалто и разказва за млада слугиня, която била зазидана жива поради ревността на господарката си. Нейният призрак се явявал на членовете на семейството, за да известява радости или нещастия.
- Гурия е призрак от народната традиция на Барлета, който живее в къщите, често определян като истински господар на тях. Има хуманоидна форма, лицето му смътно прилича на демон.

### Демони
- Аамон е демон, често споменаван в християнската демонология (като помощник на Астарот). Той познава миналото и бъдещето. Може да предизвиква любов. Създава объркване в умовете на тези, които му се противопоставят. Според някои автори той притежава четиридесет легиона демони, поради което има титлата "принц". Демонолозите свързват името му с това на египетския бог Амон или картагенския бог Баал Хамон. Амон е известен още като Наум, чието име означава „Този, който предизвиква алчност“.
- Su Ammuntadore или Ammuntadori е същество от митологията на Сардиния, което напада хора в съня им чрез кошмари. Той е много повтаряща се фигура, неприета в християнската демонология, тъй като вероятно е от народен произход.
- Маймоне или Мамутоне е божество на природата, актуално в митологията и културата на Сардиния. С навлизането на християнството той става дявол. Свързан е с водите и с дъжда.
- Крампус е див и много тревожен козел, който се скита по улиците, търсейки „лоши“ деца. Крампус са демони с чудовищни и животински черти, отприщени и много обезпокоителни, които обикалят улиците в търсене на „лоши“ деца. Лицата им са покрити с ужасяващи зли маски, дрехите им са разкъсани, мръсни и износени. Крампусите, които се скитат по улиците на градовете, предизвикват звуци, получени от кравешки звънци или клаксони, които ги придружават по време на пътуването им, докато удрят хората с камшици. Той се появява в различни фестивали и паради по улиците на някои италиански градове в Трентино-Алто Адидже и Фриули-Венеция Джулия.
- Инкуб в римската традиция е зло създание с мъжки вид, което ляга върху спящите, създавайки им усещане за задушаване или влизайки в плътски съюз с тях. Женската версия на това създание е сукуб. Мит, също роден като опит за популярна интерпретация на хипнагогичната парализа, е този за пандафеке, присъстващ във фолклора на Абруцо и Марке; за да се защитят от тях е необходимо хората да спят в легнало положение, да поставят метла до леглото или да поставят торба с пясък, което да ги разсейва, като ги принуждава да преброят всички зърна. Подобен мит се среща и в тиролската и ладинската традиция, в която има Труд – вещица, която през нощта влиза в спалните през ключалката, сяда на гърдите на хората и им пречи да дишат. В този случай, за да се защититят, е достатъчно да се прекръстят, което обаче е трудно в ситуация на парализа. В района на Беневенто такава вещицата, която действа по този начин, се нарича Янара.
- Сукуб в легендите на Древен Рим и след това през Средновековието е дух с женски външен вид, който съблазнява мъжете. С народен произход се смята, че е смътно вдъхновен от богинята Венера, която често се опитвала да съблазни мъжете. Тя е женски дух, за който се смята, че съществува само един пример. Той също така оцелява в Средновековието, в което се смята, че главно привлича епископите да получат връзка, предмет на единствената воля на всеки Сукуб.

### Анималистични същества
- Тирус е легендарен дракон, който напада блатата на Терни през 1200 г. Жителите умират задушени от вредния дъх на чудовището. Тогава един смел младеж от благородническото семейство от германски произход, Читадини, въоръжен, отива да посрещне звяра, който беше скрит сред блатистата растителност, и след като го намира, след ожесточена битка го убива, освобождавайки бедните граждани на Терни от смъртта. В памет на това събитие се казва, че Терни е поискал да постави зелената химера в своя герб.
- Грифонът в древността е бил символ на божествена сила и пазител на божествеността. Има тяло на лъв и глава на орел. Използван е в средновековното християнство като символ на Иисус Христос, който е едновременно човек и бог.
- Карадрий, също Каладрий или Каландър е бяла птица, която според легендата е живяла в кралските градини. Има уникалната характеристика да изхвърля изпражненията по време на хранене. Твърди се, че те имат силата да лекуват възпаление на очите. Освен това има способността да знае дали човек страда от фатална болест или не. В този случай птицата отклонява поглед от болния, а иначе се взира в него и попива болестите му, след което лети към слънцето, изгаряйки събраните болести.
- Тарантазий е легендарен дракон, който тероризира жителите на езерото Герундо в района на Лоди. Смятало се, че поглъща деца, разбива лодки и вредният му дъх отравя въздуха и причинява странно заболяване, наречено жълта треска.
- Катоблепа е фантастично животно, описано от Плиний Стари и Клавдий Елиан. В древногръцката и римската зоология това е вид змия, влечуго или африканско четириного, изобразявано с тежка глава, винаги наведена към земята.
- Амфезибена или Амфизбена е митична змия с две глави, по една в двата края на тялото, и очи, които светят като лампи.
- Еркиту е повтаряща се фигура в древните сардински легенди, според които човек, извършил сериозно престъпление, чрез заклинание може да се трансформира в нощи на пълнолуние в бял вол с два големи стоманени рога, който броди из улиците на града, ескортиран от банда дяволи.
- Фольонко е въображаемо създание от фолклора на някои райони на Централна Италия, по-специално на Гарфаняна и други части на провинция Лука. Това е кръвосмучещо същество, понякога описвано като способно да лети.
- Марока е митично животно, което според вярванията на селяните живее основно във влажните райони на Валдикиана, Сиена, Арецо и провинцията на Умбрия.
- Оцена (на латински Ozaena) е легендарен октопод, описан от Плиний Стари, и името му означава "вонящ октопод" поради неприятната му миризма.
- Бадалискио е чудовище родено в Горг Нера – малко езеро близо до източника на Борбото (национален парк на горите на Казентино). Според легендата той е надарен със смъртоносна отрова. Представен е много подобно на василиска.
- Бонакон е легендарно бикоподобно животно, споменато в средновековните бестиарии.
- Caddos birdes или Зелените коне са фантастични същества, които се появяват под формата на малки кончета със зелена кожа, много редки и много трудни за забелязване.
- Бадалиск, наричан още Бадалиск или Баделиск, е митологична фигура от Вал Камоника. Според поверието това е митологично същество, живеещо в гората, което всяка година по време на Богоявление е улавян от младите и е пренасян в селото.
- Корокота, Крокота или Крокута е митологично куче вълк от Индия или Етиопия, лют враг на човека и на кучето, описано от Плиний Стари в неговата „Естествена история“
- Левкорот е митологично животно, обитаващо Етиопия или във всеки случай произхождащо от Индия, което произлиза от кръстосването на крокота с лъв.
- Ценокрока е въображаемо животно или легендарно създание. Тя е описвана като с човешки глас, но вместо зъби със солидна кост; разрез на устата, който достига до ушите, челюстите и гърдите на лъва, тялото на магаре, рогата на козирога, краката на коня, но разделени като тези на вола.
- Змията Регукус е фантастично животно от традицията на Тоскана, Умбрия, Абруцо и Сабина. Тя е голяма змия с глава „голяма като на дете“, която живее в храсталаците, полетата и дерета на планините.
- Дипсата е малка, изключително отровна змия, широко разпространена в средновековните бестиариуми. Твърди се, че е толкова отровна, че жертвите й ще умрат, преди да разберат, че са били ухапани.
- Eale или Yale, наричан още Centicore, е легендарно животно, принадлежащо към европейската митология. Описва се като коза или антилопа, четирикрако рогато същество, което може да се върти напълно.
- Василискът, според „Естествена история“ на Плиний Стари, е малка змия, дълга по-малко от двадесет сантиметра и въпреки това е да бъде най-смъртоносното същество: всъщност се смята, че само гледането му може да убие нещастния човек, а ако погледне през отражение,  човек остава вкаменен. Смятало се, че е много привлечен от млякото. Има римски корени.
- Бидрина е митично животно, което според легендата живее във влажните райони на провинция Калтанисета.
- Якул, известна още като змията Явелин, е змия, описана от различни учени от древността.
- Кокатор е легендарно същество с размерите на дракон или виверна, но прилича на гигантски петел, с някои черти, подобни на гущер. Има нещо общо с василиска; тъй като всъщност се смята, че е родено от яйце на гущер, излюпено от кокошка, и че се страхува от петли. То също е от римски произход.
- Фавнът е фигура в римската митология, божество на природата, по-специално на провинцията и горите, много първично, тъй като (под различни имена) вече е съществувало в древните предримски цивилизации.
- Моноцеронтът има бяло тяло на кон, слонски крака, опашка на брадавица, сини очи и червена глава, подобна на тази на елен, но с един рог на челото - друг детайл, който го обединява с еднорога.
- Мантикора е митично същество, нещо като химера с глава, подобна на човешка, тяло на лъв и опашка на скорпион, способно да хвърля отровни тръни, за да направи плячката си безпомощна.
- Гата Кароня: във фолклора на Ломбардия, по-точно в провинциите Бергамо и Кремона, е чудовищно животно, което изпълва тъмните улички на градовете.
- Говори се, че котката Мамон е огромна котка, посветена на плашенето на пасящите стада и е с демонични движения и изражения. Демонизирано с християнизацията, това същество може да се види както в положителна, така и в отрицателна светлина.
- В ломбардските фолклорни традиции Джигàт е елен с огромни размери, който се храни с туристи и пътници.
- Върколакът – тази фигура все още се появява в древни римски времена. Гай Петроний Арбитър говори за него във фрагмент LXII от „Сатирикон“ и това е първият роман, в който това същество се появява. Сега е известен в целия свят, но е от римски произход. Според някои учени това е плод на познаване на клиничната ликантропия – патология, която в наистина сериозни случаи води до убийство, за да се яде и живее в гората.
- Еднорогът е въображаемо животно с тяло на кон с един рог в средата на челото.
- Според общоприетото вярване саламандърът е бил в състояние да мине през пламъци, без да пострада. Плиний говори за това в своята „Естествена история“.
- Скултоне, в  сардинските народни вярвания е драконоподобно същество, което убива хора и животни близо до Бауней
- Бисо Галето е легендарно създание от долините на Верона. Има тяло и глава на петел, с голям червен гребен, крила, пълни с бодли, и опашка на змия. Нормалният му размер е доста малък, което го прави подобен на малка змия, но Byssus Galeto може да увеличава и намалява дължината на тялото си по желание.
- Стригата е нощна птица с лоша поличба, която се храни с човешка кръв и плът, както днес се приписва на вампира. Има римски произход.
- Татцелвурм е легендарно създание от Алпите, описано като голям гущер само с четири или два къси крака и къса опашка.
- Дивият човек или Дивият човек от Сако е легендарно човешко същество, присъстващо в много италиански народни традиции, особено в Алпите и Апенините, където той приема различни имена в зависимост от местния език.

### Магически предмети
- Scrixoxiu, в традициите на Сардиния, е ковчег, принадлежащ на духа на починал член на семейството.
- Книгата на заповедите е името, дадено на текстовете на черната магия, съдържащи описание на методите за познаване и разграничаване на доброкачествените и злите духове, както и магическите формули за призоваване на тяхната намеса, за да се получи тяхната помощ за средства за „отговори и разкрития”, с чието разпространение се бореше властта.
- Книгата на 500 или Libru do cincucentu е легендарна книга, за която се твърди, че се съхранява във Фикара. Легендата разказва, че това е магическа книга, която съдържа формули, които ви позволяват да преодолеете всички проблеми.
- Мечът в камъка е магически меч, забит в скала или понякога в наковалня. Този меч се появява в много легенди, включително в живота на Св. Галган (1148-1181).

### Легенди
- Легендата за Колапеше е сицилианска легенда с много вариации, чиито първи свидетелства датират от 14 век. Най-известната версия е тази, разказвана в град Месина. В нея става въпрос за някой си Никола (Кола Месински) – син на рибар, наречен Колапеше заради способността си да се движи във водата. Връщайки се от многобройните си гмуркания в морето, той се спира, за да говори за чудесата, които е видял, и понякога носи съкровища. Неговата слава достига до краля на Сицилия и германския император Фридрих II Швабски, който решава да го подложи на изпитание: кралят и дворът му отиват в морето на борда на лодка и хвърлят чаша във водата, която незабавно е извлечена от Колапеше. След това кралят хвърли короната си на по-дълбоко място и Колапеше отново успява да я извади. Третият път кралят хвърля пръстен на още по-дълбоко място и тогава Колапеше се гмурка и никога не изплува отново. Под водата той вижда 3 колони: Капо Пелоро (Месина), Капо Пасеро (Сиракуза) и Капо Лилибео (Трапани). Според друг известен вариант на легендата, слизайки още по-дълбоко, Колапеше вижда, че Сицилия се крепи на 3 колони, едната от които е пълна с видими пукнатини и белязана от времето; според друга версия е погълната от огъня на Етна, но и в двете истории той решава да остане под водата, поддържайки колоната, за да предотврати потъването на острова. Следователно и днес той крепи острова и на всеки 100 години се появява отново, за да види отново любимата си Сицилия.  Стилизирана илюстрация на звяра от Кузаго
- Полувълнистата свиня е митологично животно, символ на град Милано преди епохата на комуните.
- По традиция Дните на черния кос са последните три дни на януари. Пак по традиция това са трите най-студени дни в годината.
- Дните на старата жена или Дадените назаем дни са според традицията последните три дни на март, в които обикновено се говори за завръщане на студа; те се смятат за най-студените дни на пролетта.
- Яйцето на Колумб е популярен анекдот, широко разпространен като поговорка на няколко езика за обозначаване на неочаквано просто решение на привидно невъзможен проблем.
- Похищението на сабинянките е едно от най-старите събития в историята на Рим, обвито в легенди.
- Силвий Брабон е легендарен римски войник, убил гиганта Друон Антигон в Антверпен.
- Жената на играта или Дамата на Играта е митична фигура, често споменавана в изпитания по време на Лов на вещици .
- Мавзолеят на Порсена е легендарна сграда, описана от Марк Теренций Варон. Той е построен, за да съхрани тялото на също така легендарния Лукумон Порсена, владетел на град Киузи.
- Дина и Кларенца са два легендарни женски образа, свързани с историческата обсада на Месина от Шарл I Анжуйски по време на Сицилианската вечерня.
- Хелиодор от Катания е полулегендарен персонаж, обвиняван от съвременниците си, че е некромант.
- Пиетро Байлардо е легендарен персонаж и понякога популярна италианска маска на разбойник и капитан на наемници.
- Мария Путеолана е полулегендарна фигура в историята на Поцуоли.
- Pacciûgo и Pacciûga са две фигури, запомнени в две статуи, с които е свързана една от най-старите религиозни легенди на Генуа.
- Легендата за Сан Пиетро ал Монте или Легендата за белия глиган от Чивате иска да обясни основаването на едноименната църква като акт на преданост на лангобардския крал Дезидерий.
- Гамазита е младо момиче, героиня на легенда от Катания, свързана със събитията на Сицилианските Анжуйци. Нейното име е дадено и на място в историческия център на сицилианския град, естествена кухина, наречена Pozzo di Gammazita .
- Свети Георги и драконът е легенда, известна в цяла Италия, но е родом от Романя, когато през далечното Средновековие този рицар освобождава региона от страшен дракон.
- Звярът от Кузаго припомня поредица от епизоди на атаки от звяр, първоначално смятан за хиена, избягал от цирк, но по-късно разкрит, че е вълк, към края на 18 век.
- Историите и легендите за Луниджана са истории за призраци, за фантастични герои, пълни с мистерии и тайни, които са особено завладяващи и откриват в Луниджана огромен брой легенди, които се предават от поколение на поколение.
- Митовете и легендите на Сицилия са повлияли на културата и традициите на средиземноморския остров през вековете. Много от тях идват от различни култури, доминирали в Сицилия от хилядолетия.
- Митовете на Сиракуза са набор от известни митове и легенди, които се предават от древни времена.

## Обяснителни бележки
1. ↑  Quattro Tempora са четири отделни групи дни от римския ритуал на Католическата църква, първоначално свързани с освещаването на времето през четирите сезона и понастоящем предназначени да призовават и благодарят на провидението на Бог Отец за плодовете на земята и за делото на човека в обхвата на мистерията на Христос, както се празнува във времето. Всеки отделен сезон съответства на един от четирите времена, който се състои от едни и същи дни, т.е. сряда, петък и събота от същата седмица. Зимните сезони падат между третата и четвъртата неделя на Адвента, пролетните сезони падат между първата и втората неделя на Великия пост, летните сезони падат между Петдесетница и тържеството на Светата Троица, а есенните сезони падат между 3-та и 4-та неделя на септември, тоест след Въздвижение на Светия Кръст Господен, на 14 септември. Сезоните зима, пролет, лято и есен също се наричат съответно сезони на Адвента, Великия пост, Петдесетницата и септември. След богослужебната реформа пролетните сезони попадат между третата и четвъртата неделя на Великия пост, докато летните сезони падат след тържеството на Света Троица. Всички те се характеризират с любов, молитва и покаяние: милостиня, съчетана с аскетичен пост (апостолското агапе) и въздържание, дела на Милосърдието. Източник: Уикипедия на италиански

## Библиографски бележки
1. ↑  L’origine delle fiabe – Giambattista Basile e “Lo cunto de li cunti” //   Посетен на 2023-11-24.
2. ↑  Roberto Leydi, Tullia Magrini, Guida allo studio della cultura del mondo popolare in Emilia e in Romagna (I), Edizioni ALFA, Bologna 1982, с. 189.
3. 1 2  Franco Cardini, La bottega del professore, pag. 240, Libreria Universitaria Edizioni, 2015.
4. ↑  Capitolo VII – FOLKLORE, CULTURA POPOLARE, CULTURA DI MASSA //   Посетен на 2023-11-24.
5. ↑  Cantare il Maggio //   Посетен на 2023-11-4.
6. ↑  Le fiabe? Le aveva inventate Basile La verità raccontata da Giampieri //   Посетен на 2023-11-24.
7. ↑  Befana //  Eciclopedia Treccani.   Посетен на 2023-11-24.
8. ↑  Da dove arriva la Befana //   Посетен на 2023-11-24.
9. ↑  Esseri fantastici della Sardegna //   Посетен на 2023-11-24.
10. ↑  Carlo Ginzburg, I benandanti. Ricerche sulla stregoneria e sui culti agrari tra Cinquecento e Seicento, Torino, Einaudi, 1996
11. ↑  Giovanni Borghese, Racconti Ritrovati del Re Adriano.   2022. ISBN 979-8411152326.
12. ↑  La leggenda della Janara, la strega campana da tenere lontana //   Посетен на 2023-11-24.
13. ↑  “Una maga mi guarì”: ecco la Maciara indaffarata, lessico della magia di Angelo Lucano Larotonda //   Посетен на 2023-11-24.

|  | Тази страница частично или изцяло представлява превод на страницата Folclore d'Italia в Уикипедия на италиански. Оригиналният текст, както и този превод, са защитени от Лиценза „Криейтив Комънс – Признание – Споделяне на споделеното“, а за съдържание, създадено преди юни 2009 година – от Лиценза за свободна документация на ГНУ. Прегледайте историята на редакциите на оригиналната страница, както и на преводната страница, за да видите списъка на съавторите. ВАЖНО: Този шаблон се отнася единствено до авторските права върху съдържанието на статията. Добавянето му не отменя изискването да се посочват конкретни източници на твърденията, които да бъдат благонадеждни. |